# Communauté de communes du Bernstein et de l'Ungersberg

La Communauté de communes du Bernstein et de l'Ungersberg était une communauté de communes située dans le département du Bas-Rhin et la région Alsace qui regroupe 7 communes.

## Historique
La communauté de communes du Bernstein et de l'Ungersberg a été créée le 20 décembre 1993 et fait suite au SIVOM du Berstein et de l'Ungersberg créé en 1973.

Elle a été dissoute et intégrée à la communauté de communes Barr-Bernstein le 1er janvier 2013.

## Composition
- Bernardvillé (2 délégués)
- Blienschwiller (2 délégués)
- Dambach-la-Ville (4 délégués)
- Epfig (4 délégués)
- Itterswiller (2 délégués)
- Nothalten (2 délégués)
- Reichsfeld (2 délégués)

## Administration
La communauté de communes du Bernstein et de l'Ungersberg avait son siège à Dambach-la-Ville. Son président était Hugues Petit, maire de Bernardvillé.